# Station Myszyniec
Station Myszyniec is een spoorwegstation in de Poolse plaats Myszyniec.